# Kiefernholz
Als Kiefernholz wird das Holz der Kiefern (Gattung Pinus) bezeichnet, das wie bsp. auch Tannen-, Fichten- oder Lärchenholz zu den Nadelhölzern gehört. In Europa wird unter dieser Bezeichnung fast ausschließlich das Holz der Waldkiefer (Pinus sylvestris) bezeichnet. International gibt es eine Reihe weiterer Arten, deren Holz für unterschiedliche Nutzungen verwendet wird, darunter die Zirbelkiefer (Pinus cembra), die Weymouth-Kiefer (Pinus strobus) und die zunehmend aufgrund ihrer Unempfindlichkeit gegenüber Luftverunreinigungen angebaute Schwarzkiefer (P. nigra).

## Bezeichnungen und Bedeutung
Kiefernholz wird unter einer Reihe unterschiedlicher Namen vermarktet, die auch für die Bäume selbst verwendet werden; darunter befinden sich bsp. die Namen Gemeine Kiefer, Waldkiefer, Sandkiefer, Weißkiefer, Föhre, Forche oder Forle. Holz, das in Deutschland, Österreich oder der Schweiz als Nordische Kiefer oder Polarkiefer verkauft wird, stammt in der Regel aus Skandinavien, Finnland und Russland. Weitere auf die Herkunft bezogene Namen sind Polnische Kiefer oder Ostpreußische Kiefer. Eine Handelsbezeichnung für Kiefernholz ist auch Rotholz, sowie Redwood, Baltic Redwood.
Die Waldkiefer ist in Deutschland und Teilen Mitteleuropas die zweithäufigste Waldbaumart nach der Fichte. In Deutschland macht ihr Flächenteil etwa 27 % an der Gesamtwaldfläche aus, während die Fichte auf etwa 32 % der Waldfläche zu finden ist. Dabei ist die Verteilung regional sehr unterschiedlich und der Kiefernanteil beträgt bsp. in Baden-Württemberg, Saarland und Nordrhein-Westfalen bei etwa 11 bis 15 %, während er in Mecklenburg-Vorpommern und Sachsen-Anhalt über 50 % betragen kann. In Brandenburg ist die Verbreitung der Kiefer mit 82 % nicht nur landschaftsbestimmend, sie stellt zugleich den „Brotbaum“ der dortigen Forstwirtschaft dar. In Gesamteuropa und Nordasien stellt die Kiefer einen der wichtigsten Forstbäume dar, wobei sich ihr Verbreitungs- und Nutzungsgebiet über weite Teile Europas und Asiens zieht.

## Eigenschaften
Kiefern wachsen im Bestand weitgehend gerade mit einem vollholzigen und zylindrischen Stamm, wobei die Wuchsform sehr stark abhängig von der Region und den ökologischen Bedingungen sein kann. Regional können die Stämme entsprechend auch krummschäftig, drehwüchsig und starkästig sein. Die astfreien Stammlängen erreichen unter optimalen Bedingungen bis zu 20 Metern bei einer Gesamthöhe des Baumes von bis zu 48 Metern, der Durchmesser beträgt 0,4 bis 0,6 Meter, maximal kann er bis etwa 1 Meter erreichen. Als vergleichsweise anspruchslose Art ist die Kiefer sehr schnellwüchsig und kann Holzzuwächse von 7,8 m³ pro Jahr und Hektar erreichen; Hiebholz wird mit etwa 100 bis 120 Jahren geerntet, hochwertiges Qualitätsholz ist älter als 160 Jahre.

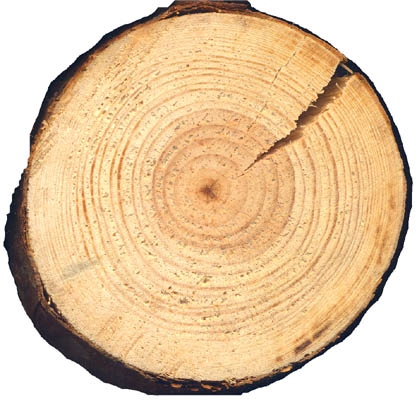
Querschnitt durch einen Kiefernstamm

Der Kern- und der Splintholzbereich unterscheiden sich im Gegensatz zu dem der Fichte und der Tanne farblich sehr deutlich voneinander (Kernholzbaum). Dabei hat das 2 bis 10 Zentimeter dicke Splintholz eine gelblich- bis rötlich-weiße Farbe, während das Kernholz frisch rötlichgelb ist und zu einem rötlichbraunen bis rotbraunen Ton nachdunkelt. Die Jahresringe setzen sich deutlich voneinander ab und messen im Mittel etwa 3 Millimeter, wobei sie je nach Standort zwischen einem Millimeter und fast einem Zentimeter stark variieren können. Dabei ist das Spätholz deutlich dunkler und rotbraun im Vergleich zum hellen Frühholz. Die Harzkanäle sind deutlich ausgeprägter als bei der Fichte oder Lärche und sind auch makroskopisch zu erkennen.
Kiefernholz besitzt eine mittlere Rohdichte von 520 kg/m³ bei 12–15 % Feuchtegehalt und ist damit im Vergleich zu anderen Nadelhölzern mittelschwer. Die mechanischen Eigenschaften des Holzes sind im Vergleich zu denen der Fichte sehr gut, zugleich ist allerdings der Streubereich sehr groß und abhängig von der Herkunft und den Wuchsbedingungen der Kiefer. Mit zunehmender Jahresringbreite (und damit zusammenhängend einem kleineren Spätholzanteil) nimmt die Dichte ab; die mechanischen Eigenschaften werden dadurch ebenfalls schlechter. Eine gute Zähigkeit und eine mäßige Schwindung sind ebenfalls sehr gut nutzbare Eigenschaften des Holzes.
Das Kernholz der Kiefer ist mäßig bis wenig dauerhaft gegenüber holzzerstörenden Pilzen. Das heißt, dass es unbehandelt für tragende Bauteile in Bereichen eingesetzt werden kann, in denen eine gelegentliche Befeuchtung möglich ist, nicht jedoch mit Erdkontakt oder direkter Bewitterung. Gegen Fraßschädlinge wie den Hausbock und den Gewöhnlichen Nagekäfer ist das Holz weitgehend immun. Demgegenüber ist das Splintholz jedoch gegen Pilz- und Insektenbefall anfällig; für die Verwendung im Außenbereich muss das Holz entsprechend mit chemischen Holzschutzmitteln behandelt werden. Feuchtes Splintholz mit einem Feuchtegehalt über 25 % ist sehr anfällig für Bläue, die zwar keine Veränderung der mechanischen Eigenschaften bewirkt, aber eine optische Beeinflussung für die Nutzung darstellt und Einfluss auf die Fähigkeit zur Flüssigkeitsaufnahme haben kann. Außerdem sind Bläuepilze in der Lage, Beschichtungen zu beschädigen und so Folgeschäden zu begünstigen.
Die Bearbeitung des Holzes durch Sägen, Hobeln, Fräsen, Messern (für die Herstellung von Furnieren) und andere Techniken ist problemlos möglich, auch die Verbindung durch Schrauben und Nägel sowie durch Leim ist problemlos. Anstriche, Lasuren und Beizen sind ohne Aufwand anwendbar, allerdings können sich hier starke Harzgehalte negativ auswirken.

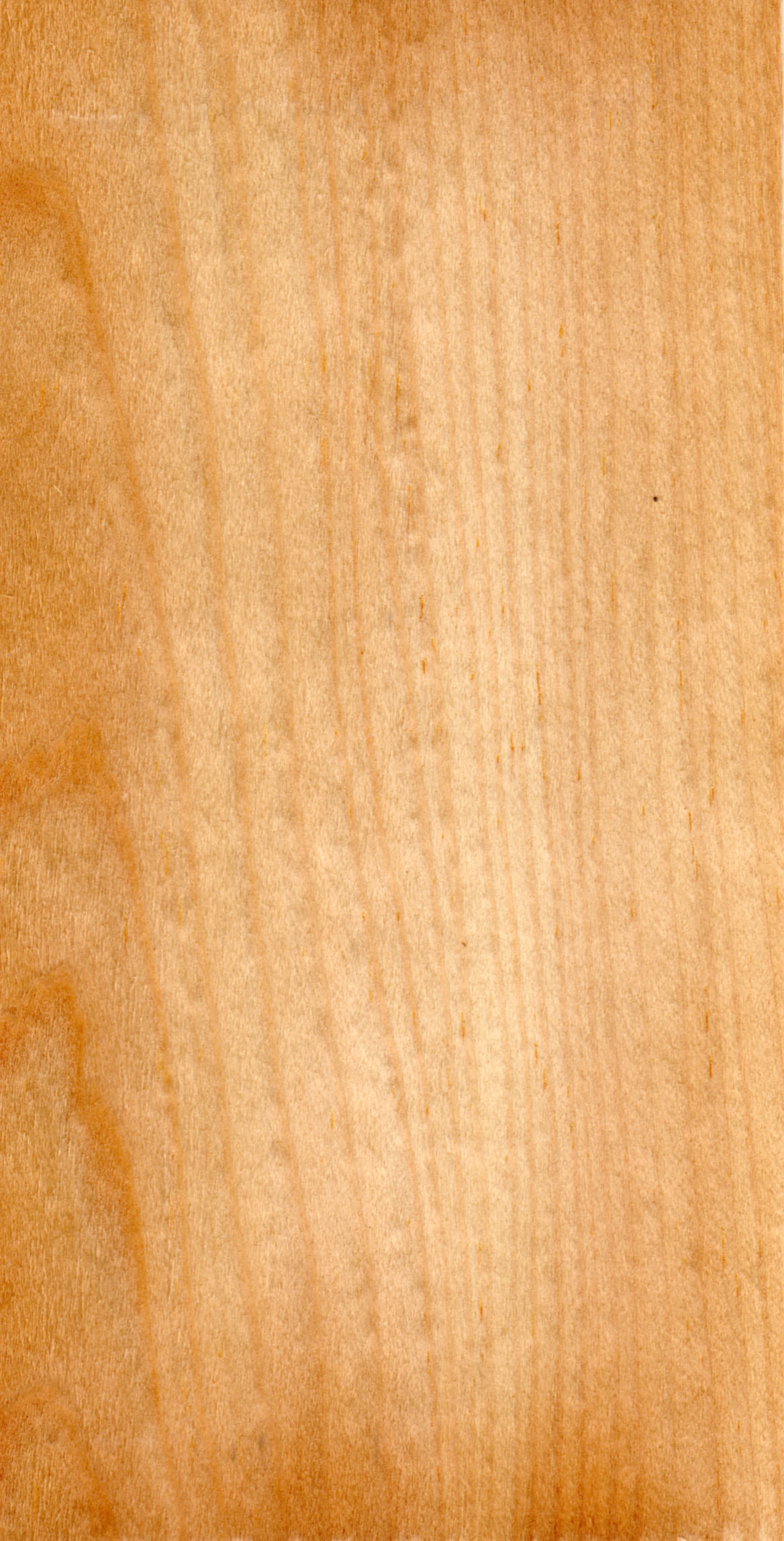
Waldkiefer (Pinus sylvestris)
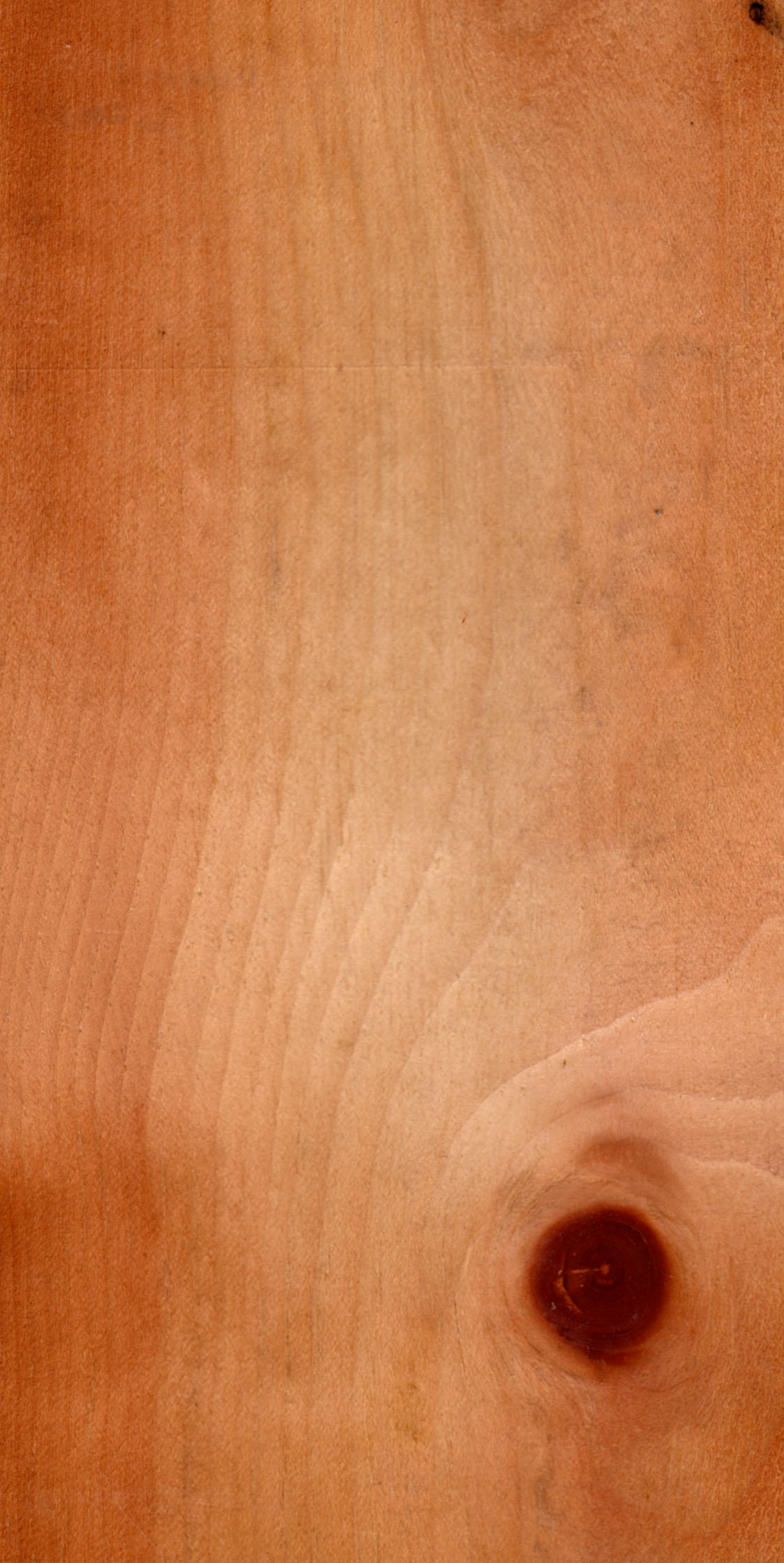
Zirbelkiefer (Pinus cembra)
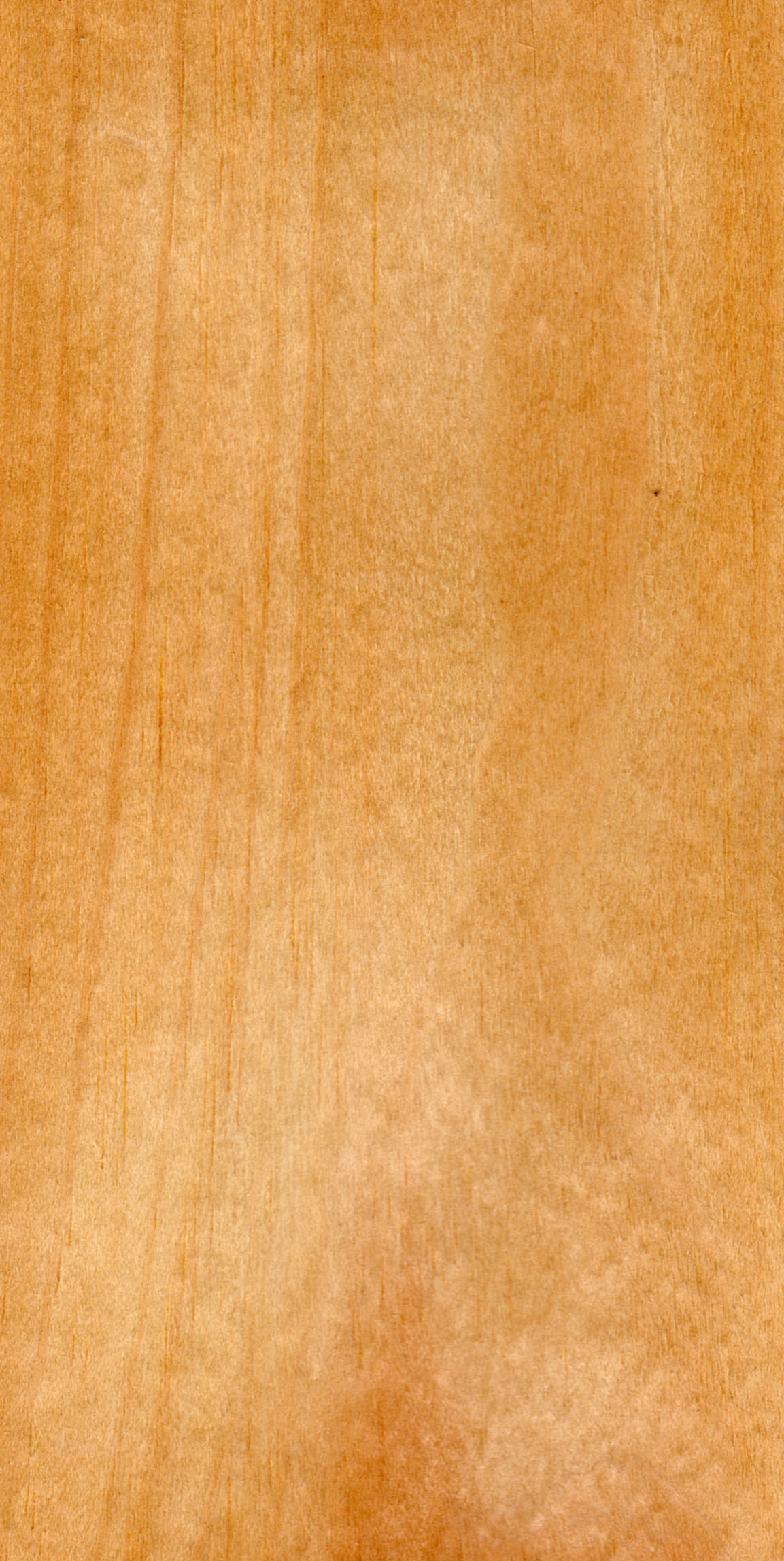
Weymouth-Kiefer (Pinus strobus)

## Verwendung

### Stoffliche Nutzung

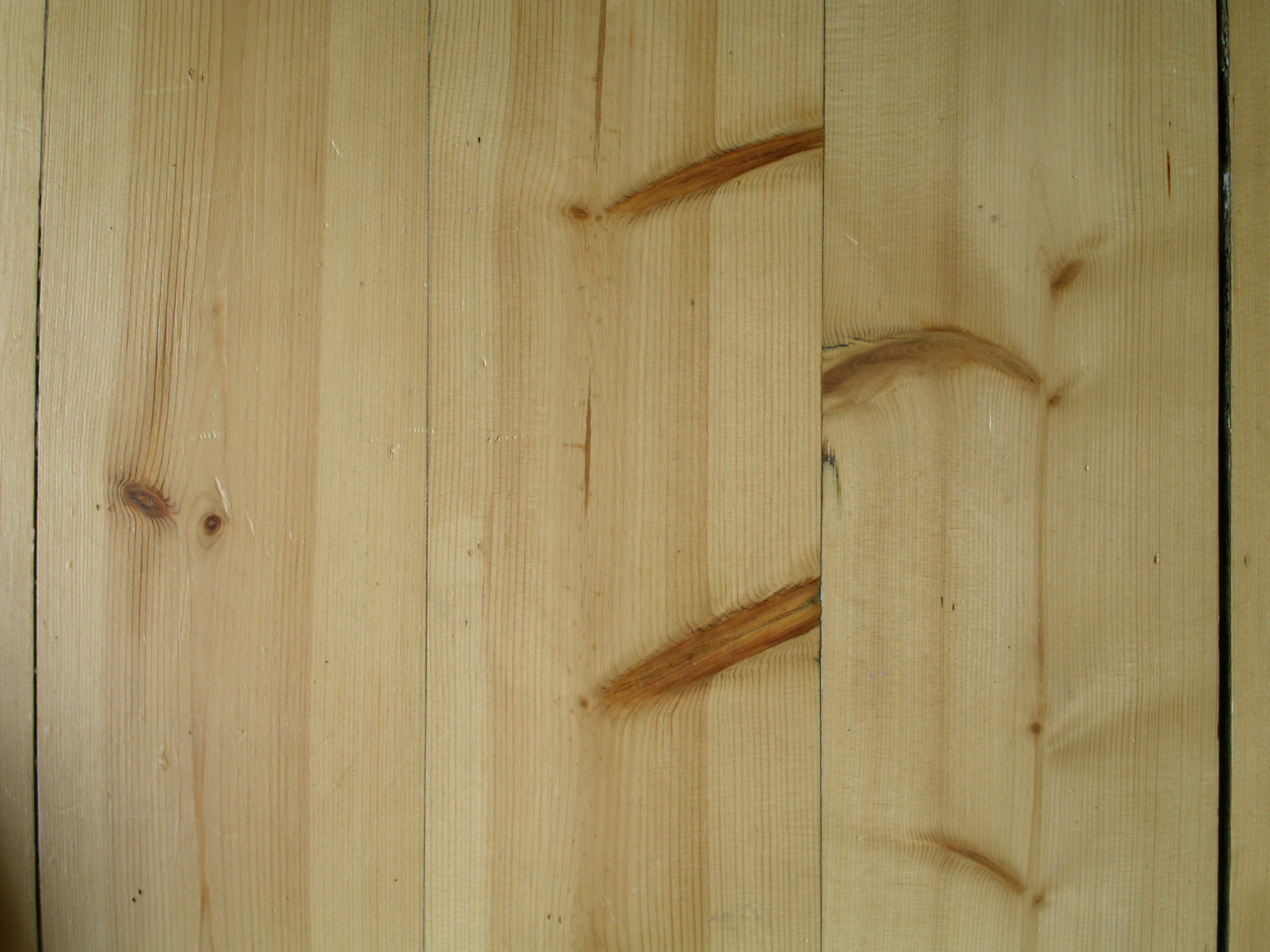
Kiefern- und Fichtenholz im Vergleich: Die beiden linken Bretter sind aus Kiefernholz, während das rechte aus Fichtenholz besteht.

Kiefernholz wird in Form von Rund-, Schnitt- und Furnierholz vermarktet und eingesetzt, außerdem dient es für die Herstellung von Holzwerkstoffen, vor allem von Spanplatten mit hohen Kiefernholzanteilen. Eine weitere zentrale Verwendung für das Holz der Kiefer und anderer Nadelbäume ist die Papier- und Zellstoffherstellung, wobei die Kiefer allerdings nicht im bsp. in Deutschland aus ökologischen Gründen dominierenden Sulfitverfahren aufgeschlossen werden kann. Aufgrund der längeren Fasern gegenüber Laubhölzern verfilzen ihre Fasern leichter und es ergibt sich eine höhere Festigkeit des Papiers.
Als Bau- und Konstruktionsholz wird Kiefernholz nahezu überall eingesetzt; sowohl im Innenausbau wie auch bei Außenanwendungen. Es findet entsprechend Verwendung im Hausbau für Dachkonstruktionen, für Holzverkleidungen, Geländer, Treppen, Skelettkonstruktionen für Wände und Decken, Fußböden, Fenster, Türen und Tore. Imprägniertes Kiefernholz dient als Fassadenverkleidung, Terrassendecking und zur weiteren Anwendungen als Kinderspielgeräte, Zäune, Pergola und anderes im Garten- und Landschaftsbau. Hinzu kommen eine Reihe weiterer Anwendungen wie Masten, Pfosten, Pfähle und andere Anwendungen im Außenbereich, insbesondere auch als Rammpfähle im Wasser-, Hafen- und Bergbau. Für wenig belastete und Straßenbahngleise werden Holzschwellen aus Kiefern- und Lärchenholz verwendet.
Der Möbelbau stellt für Kiefernholz eines der Hauptverwendungsgebiete dar; es wird sowohl massiv wie auch in Form von Holzwerkstoffen als Blindholz und Hauptholz für einfache Möbel eingesetzt, Kiefernholzfurniere werden zudem für die optische Gestaltung verwendet. In der Verpackungsindustrie werden bsp. Kisten, Paletten, Container, Fässer und andere Behälter sowie Holzwolle aus Kiefernholz hergestellt.

### Energetische Nutzung
Im Bereich der energetischen Nutzung spielt Kiefernholz mit einem Brennwert von 4,4 kWh/kg bzw. 1.700 kWh/rm eine zentrale Rolle; sowohl in Form von Scheitholz für den Hausbrand wie auch in Form von Hackschnitzeln, Holzpellets und -briketts für entsprechende Heizsysteme. Als Wald- und Industrierestholz wird es zudem auch in Biomasseheizwerken und Biomasseheizkraftwerken als Energierohstoff genutzt.

## Belege
1. 1 2 3  nach DIN 68364 – Kennwerte von Holzarten – Rohdichte, Elastizitätsmodul und Festigkeiten. Mai 2005.
2. ↑  Peter Niemz: Untersuchungen zur Wärmeleitfähigkeit ausgewählter einheimischer und fremdländischer Holzarten. In: Bauphysik 29. Band 29, Nr. 4. Ernst & Sohn Verlag für Architektur und technische Wissenschaften GmbH & Co. KG, Berlin 2007, S. 311–312, doi:10.1002/bapi.200710040.
3. ↑  Herbert Hesmer: Forschungsberichte des Landes Nordrhein-Westfalen; Nr. 3211. Westdeutscher Verlag, 1986, ISBN 978-3-531-03211-5, S. 248.
4. ↑  K. Keller, G. Schneider (Hrsg.): Hagers Handbuch der Pharmazeutischen Praxis. 6. Band: Drogen P–Z Band II, 5. Auflage, Springer, 1994, ISBN 978-3-642-63390-4, S. 180.
5. ↑  Dauerhaftigkeitsklasse 3–4 nach DIN EN 350-2: Dauerhaftigkeit von Holz und Holzprodukten – Natürliche Dauerhaftigkeit von Vollholz – Teil 2: Leitfaden für die natürliche Dauerhaftigkeit und Tränkbarkeit von ausgewählten Holzarten von besonderer Bedeutung in Europa.
6. ↑  nach DIN 68800 Teil 3
7. ↑  Olaf Schmidt, Tobias Huckfeldt: Gebäudepilze. in: Johann Müller (Hrsg.): Holzschutz im Hochbau. Grundlagen – Holzschädlinge – Vorbeugung – Bekämpfung. Fraunhofer IRB Verlag, Stuttgart 2005, ISBN 3-8167-6647-1, S. 64 f.